# 이링가주

이링가 주의 위치

이링가주(Iringa)는 탄자니아 남부에 위치한 주로, 주도는 이링가이며 면적은 58,936km2(육지 면적은 56,864km2), 인구는 1,495,333명(2002년 기준)이다. 북쪽으로는 싱기다 주와 도도마 주, 서쪽으로는 므베야 주와 인접해 있으며 남쪽으로는 루부마 주와 말라위, 동쪽으로는 모로고로 주와 인접해 있다.